# I borghi più belli d’Italia

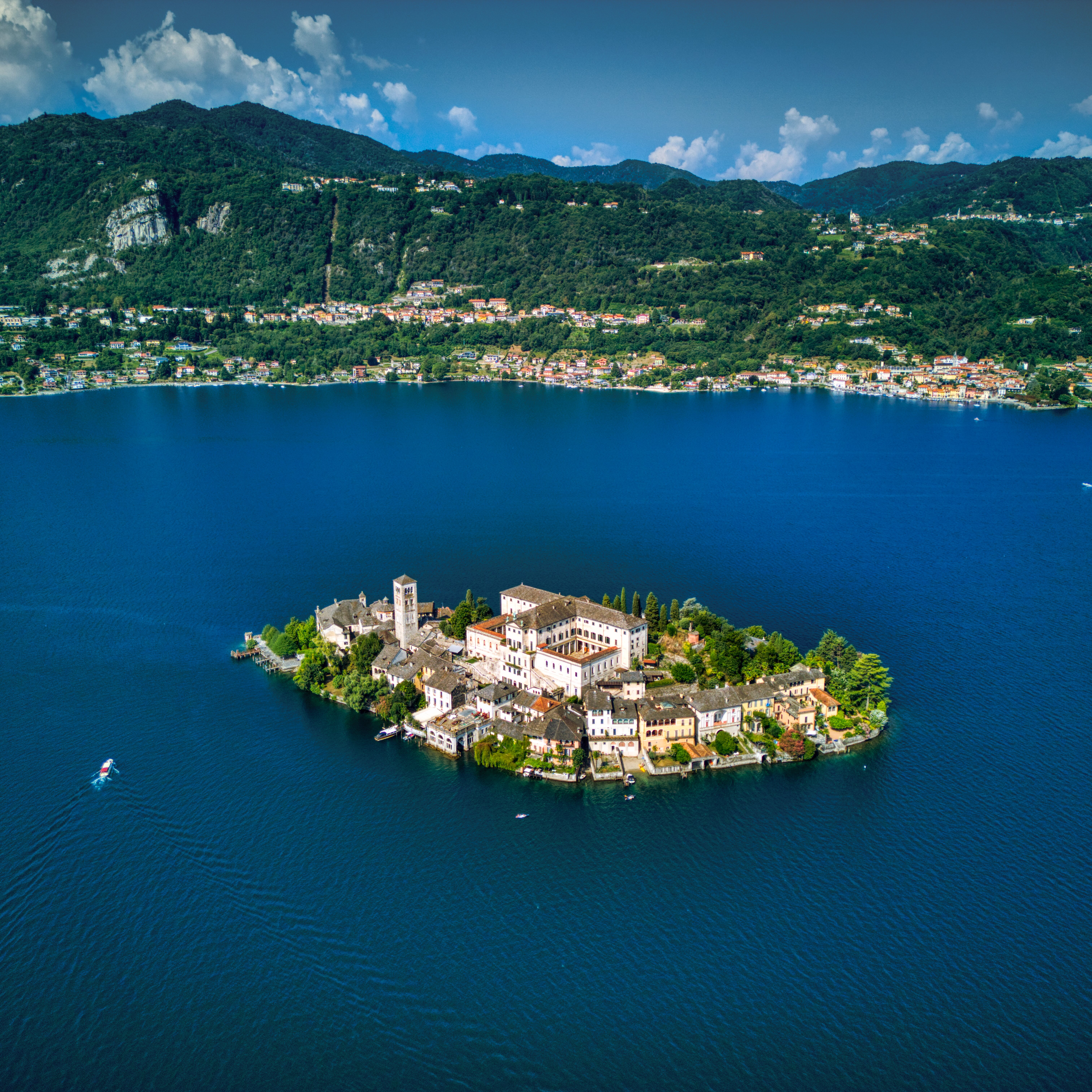
Panorama von Orta San Giulio

I borghi più belli d’Italia (deutsch Die schönsten Orte Italiens) ist eine private Vereinigung, die die kleinen, meist mittelalterlichen Zentren Italiens, manchmal auch einzelne Stadtteile, Fraktionen und Burgen mit „herausragendem historischem und künstlerischem Interesse“ fördert.
Diese Orte liegen meist außerhalb der normalen Touristenstrecken, und trotz ihres kulturtouristischen Wertes riskieren sie in Vergessenheit zu geraten und sind folglich der Entvölkerung, dem Verfall und der Verwahrlosung preisgegeben.

## Geschichte
Der Verein entstand im März 2001 auf Initiative der Associazione Nazionale Comuni Italiani (ANCI), eines gemeinnützigen Vereines, der 1901 gegründet wurde und aus 7041 italienischen Gemeinden (Stand 2018) besteht. Die ANCI erfüllt verschiedene Funktionen, wie z. B. die Interessenvertretung ihrer Mitglieder gegenüber den zentralen Organen des Staates (Parlament, Regierung, Regionen).
Vorbild war die französische Vereinigung Les plus beaux villages de France, die 1982 entstand. Aufgrund der „europäischen Nähe“ legten die französischen, wallonischen und italienischen Vereine im Jahr 2003 den Grundstein für die Zusammenarbeit bei der Schaffung der Vereinigung Les plus beaux villages de la Terre in Collonges-la-Rouge, einer Föderation, die die vorhandenen Vereine der „schönsten Orte“ vereinigt. Im Jahr 2012 schlossen sich die Verbände von Québec und Japan dem internationalen Verein an.
In Italien gab es im Jahr 2021 313 Orte mit dem Prädikat I borghi più belli d’Italia. Es handelt sich zum großen Teil um im Mittelalter entstandene Orte, in denen meist (mit Ausnahme des Anwohnerverkehrs) Fahrverbot herrscht. Andere Orte sind autofrei wegen zu enger Straßen.

## Zulassungskriterien
Die Kriterien für die Aufnahme in den Verein entsprechen den folgenden Bedingungen: Integrität des städtischen Gefüges, architektonische Harmonie, Bewohnbarkeit des Ortes, künstlerische und historische Qualität von öffentlichen und privaten Gebäuden, Bürgerservice sowie die Zahlung eines jährlichen Mitgliedsbeitrages.

## Initiativen
Der Verein organisiert in den Orten Festspiele, Ausstellungen, Messen, Konferenzen und Konzerte, die das künstlerische und architektonische, traditionelle, historische, kulturelle, gastronomische und mundartliche Erbe betonen. Dabei werden die Einwohner und die lokalen Institutionen, Gemeinden, Schulen, Kulturvereine, lokale Musiker und Dichter mit einbezogen.

## Regionale Aufteilung
Die Mitglieder, verteilt nach Regionen: 29 in Umbrien, 28 in den Marken, 26 in der Toskana, 24 in Ligurien, 23 in Abruzzen, 23 im Latium, 23 in Sizilien, 21 in der Lombardei, 15 in Friaul-Julisch Venetien, 15 in Kalabrien, 14 im Piemont, 13 in der Emilia-Romagna, 12 in Kampanien, 11 in Apulien, 11 in Trentino-Südtirol, 10 in Venetien, 7 in Basilikata, 6 in Sardinien, 4 in Molise und 2 im Aostatal.

## Die Orte
(Stand August 2020)

### Norditalien
| Region                                         | Provinz                      | Ort                                                        | Foto |
| ---------------------------------------------- | ---------------------------- | ---------------------------------------------------------- | ---- |
| Aostatal                                       |                              | Bard                                                       |      |
| Aostatal                                       | Étroubles                    |                                                            |      |
| Aostatal                                       | Fontainemore                 |                                                            |      |
| Piemont                                        | Provinz Alessandria          | Cella Monte                                                |      |
| Piemont                                        | Provinz Alessandria          | Garbagna                                                   |      |
| Piemont                                        | Provinz Alessandria          | Vho, Frakto von Tortona                                    |      |
| Piemont                                        | Provinz Alessandria          | Volpedo                                                    |      |
| Piemont                                        | Provinz Asti                 | Cocconato                                                  |      |
| Piemont                                        | Provinz Asti                 | Mombaldone                                                 |      |
| Piemont                                        | Provinz Biella               | Ricetto di Candelo, mittelalterlicher Ortsteil von Candelo |      |
| Piemont                                        | Provinz Biella               | Rosazza                                                    |      |
| Piemont                                        | Provinz Cuneo                | Chianale                                                   |      |
| Piemont                                        | Provinz Cuneo                | Garessio                                                   |      |
| Piemont                                        | Provinz Cuneo                | Monforte d’Alba                                            |      |
| Piemont                                        | Provinz Cuneo                | Neive                                                      |      |
| Piemont                                        | Provinz Cuneo                | Ostana                                                     |      |
| Piemont                                        | Provinz Novara               | Orta San Giulio                                            |      |
| Piemont                                        | Metropolitanstadt Turin      | Ingria                                                     |      |
| Piemont                                        | Metropolitanstadt Turin      | Usseaux                                                    |      |
| Piemont                                        | Provinz Verbano-Cusio-Ossola | Vogogna                                                    |      |
| Ligurien                                       | Metropolitanstadt Genua      | Campo Ligure                                               |      |
| Ligurien                                       | Metropolitanstadt Genua      | Moneglia                                                   |      |
| Ligurien                                       | Provinz Imperia              | Apricale                                                   |      |
| Ligurien                                       | Provinz Imperia              | Cervo                                                      |      |
| Ligurien                                       | Provinz Imperia              | Diano Castello                                             |      |
| Ligurien                                       | Provinz Imperia              | Lingueglietta, Fraktion von Cipressa                       |      |
| Ligurien                                       | Provinz Imperia              | Perinaldo                                                  |      |
| Ligurien                                       | Provinz Imperia              | Seborga                                                    |      |
| Ligurien                                       | Provinz Imperia              | Taggia                                                     |      |
| Ligurien                                       | Provinz Imperia              | Triora                                                     |      |
| Ligurien                                       | Provinz Savona               | Colletta Fraktion von Castelbianco                         |      |
| Ligurien                                       | Provinz Savona               | Castelvecchio di Rocca Barbena                             |      |
| Ligurien                                       | Provinz Savona               | Finalborgo Ortsteil von Finale Ligure                      |      |
| Ligurien                                       | Provinz Savona               | Laigueglia                                                 |      |
| Ligurien                                       | Provinz Savona               | Millesimo                                                  |      |
| Ligurien                                       | Provinz Savona               | Noli                                                       |      |
| Ligurien                                       | Provinz Savona               | Verezzi, Fraktion von Borgio Verezzi                       |      |
| Ligurien                                       | Provinz Savona               | Zuccarello                                                 |      |
| Ligurien                                       | Provinz La Spezia            | Brugnato                                                   |      |
| Ligurien                                       | Provinz La Spezia            | Deiva Marina                                               |      |
| Ligurien                                       | Provinz La Spezia            | Framura                                                    |      |
| Ligurien                                       | Provinz La Spezia            | Montemarcello, Fraktion von Ameglia                        |      |
| Ligurien                                       | Provinz La Spezia            | Tellaro, Fraktion von Lerici                               |      |
| Ligurien                                       | Provinz La Spezia            | Varese Ligure                                              |      |
| Ligurien                                       | Provinz La Spezia            | Vernazza                                                   |      |
| Lombardei                                      | Provinz Bergamo              | Borgo Santa Caterina, Stadtteil von Bergamo                |      |
| Lombardei                                      | Provinz Bergamo              | Cornello dei Tasso, Fraktion von Camerata Cornello         |      |
| Lombardei                                      | Provinz Bergamo              | Gromo                                                      |      |
| Lombardei                                      | Provinz Bergamo              | Lovere                                                     |      |
| Lombardei                                      | Provinz Brescia              | Bienno                                                     |      |
| Lombardei                                      | Provinz Brescia              | Gardone Riviera                                            |      |
| Lombardei                                      | Provinz Brescia              | Monte Isola                                                |      |
| Lombardei                                      | Provinz Brescia              | Tremosine sul Garda                                        |      |
| Lombardei                                      | Provinz Como                 | Tremezzo                                                   |      |
| Lombardei                                      | Provinz Cremona              | Castelponzone, Fraktion von Scandolara Ravara              |      |
| Lombardei                                      | Provinz Cremona              | Gradella, Fraktion von Pandino                             |      |
| Lombardei                                      | Provinz Cremona              | Soncino                                                    |      |
| Lombardei                                      | Provinz Lecco                | Bellano                                                    |      |
| Lombardei                                      | Provinz Mantua               | Castellaro Lagusello, Fraktion von Monzambano              |      |
| Lombardei                                      | Provinz Mantua               | Grazie, Fraktion von Curtatone                             |      |
| Lombardei                                      | Provinz Mantua               | Pomponesco                                                 |      |
| Lombardei                                      | Provinz Mantua               | Sabbioneta                                                 |      |
| Lombardei                                      | Provinz Mantua               | San Benedetto Po                                           |      |
| Lombardei                                      | Metropolitanstadt Mailand    | Cassinetta di Lugagnano                                    |      |
| Lombardei                                      | Metropolitanstadt Mailand    | Morimondo                                                  |      |
| Lombardei                                      | Provinz Pavia                | Fortunago                                                  |      |
| Lombardei                                      | Provinz Pavia                | Varzi                                                      |      |
| Lombardei                                      | Provinz Pavia                | Zavattarello                                               |      |
| Trentino-Südtirol                              | Provinz Bozen                | Kastelruth                                                 |      |
| Trentino-Südtirol                              | Provinz Bozen                | Klausen                                                    |      |
| Trentino-Südtirol                              | Provinz Bozen                | Glurns                                                     |      |
| Trentino-Südtirol                              | Provinz Bozen                | Neumarkt                                                   |      |
| Trentino-Südtirol                              | Provinz Bozen                | Sterzing                                                   |      |
| Trentino-Südtirol                              | Provinz Trient               | Bondone                                                    |      |
| Trentino-Südtirol                              | Provinz Trient               | Canale di Tenno, Fraktion von Tenno                        |      |
| Trentino-Südtirol                              | Provinz Trient               | Lusern                                                     |      |
| Trentino-Südtirol                              | Provinz Trient               | Pieve Tesino                                               |      |
| Trentino-Südtirol                              | Provinz Trient               | Mezzano                                                    |      |
| Trentino-Südtirol                              | Provinz Trient               | Rango, Fraktion von Bleggio Superiore                      |      |
| Trentino-Südtirol                              | Provinz Trient               | San Giovanni di Fassa                                      |      |
| Trentino-Südtirol                              | Provinz Trient               | San Lorenzo in Banale Fraktion von San Lorenzo Dorsino     |      |
| Venetien                                       | Provinz Belluno              | Mel, Fraktion von Borgo Valbelluna                         |      |
| Venetien                                       | Provinz Belluno              | Sottoguda, Fraktion von Rocca Pietore                      |      |
| Venetien                                       | Provinz Padua                | Arquà Petrarca                                             |      |
| Venetien                                       | Provinz Padua                | Montagnana                                                 |      |
| Venetien                                       | Provinz Treviso              | Asolo                                                      |      |
| Venetien                                       | Provinz Treviso              | Cison di Valmarino                                         |      |
| Venetien                                       | Provinz Treviso              | Follina                                                    |      |
| Venetien                                       | Provinz Treviso              | Portobuffolé                                               |      |
| Venetien                                       | Provinz Verona               | Borghetto                                                  |      |
| Venetien                                       | Provinz Verona               | San Giorgio, Fraktion von Sant’Ambrogio di Valpolicella    |      |
| Friaul-Julisch Venetien                        |                              |                                                            |      |
| Clauiano, Fraktion von Trivignano Udinese      |                              |                                                            |      |
| Cordovado                                      |                              |                                                            |      |
| Fagagna                                        |                              |                                                            |      |
| Gradisca d’Isonzo                              |                              |                                                            |      |
| Palmanova                                      |                              |                                                            |      |
| Poffabro, Fraktion von Frisanco                |                              |                                                            |      |
| Polcenigo                                      | ù                            |                                                            |      |
| Sappada vecchia-Plodn                          |                              |                                                            |      |
| Sesto al Reghena                               |                              |                                                            |      |
| Strassoldo, Fraktion von Cervignano del Friuli |                              |                                                            |      |
| Toppo, Fraktion von Travesio                   |                              |                                                            |      |
| Valvasone Arzene                               |                              |                                                            |      |
| Venzone                                        |                              |                                                            |      |
| Emilia-Romagna                                 | Metropolitanstadt Bologna    | Dozza                                                      |      |
| Emilia-Romagna                                 | Provinz Modena               | Fiumalbo                                                   |      |
| Emilia-Romagna                                 | Provinz Parma                | Compiano                                                   |      |
| Emilia-Romagna                                 | Provinz Parma                | Montechiarugolo                                            |      |
| Emilia-Romagna                                 | Provinz Piacenza             | Bobbio                                                     |      |
| Emilia-Romagna                                 | Provinz Piacenza             | Castell’Arquato                                            |      |
| Emilia-Romagna                                 | Provinz Piacenza             | Vigoleno, Fraktion von Vernasca                            |      |
| Emilia-Romagna                                 | Provinz Ravenna              | Bagnara di Romagna                                         |      |
| Emilia-Romagna                                 | Provinz Ravenna              | Brisighella                                                |      |
| Emilia-Romagna                                 | Provinz Rimini               | Montefiore Conca                                           |      |
| Emilia-Romagna                                 | Provinz Rimini               | Montegridolfo                                              |      |
| Emilia-Romagna                                 | Provinz Rimini               | San Giovanni in Marignano                                  |      |
| Emilia-Romagna                                 | Provinz Rimini               | San Leo                                                    |      |
| Emilia-Romagna                                 | Provinz Rimini               | Verucchio                                                  |      |
| Emilia-Romagna                                 | Provinz Reggio Emilia        | Gualtieri                                                  |      |

### Mittelitalien
| Region  | Provinz                          | Ort                                            | Foto |
| ------- | -------------------------------- | ---------------------------------------------- | ---- |
| Toskana | Provinz Arezzo                   | Anghiari                                       |      |
| Toskana | Provinz Arezzo                   | Castelfranco Piandiscò                         |      |
| Toskana | Provinz Arezzo                   | Loro Ciuffenna                                 |      |
| Toskana | Provinz Arezzo                   | Lucignano                                      |      |
| Toskana | Provinz Arezzo                   | Raggiolo, Ortsteil von Ortignano Raggiolo      |      |
| Toskana | Provinz Arezzo                   | Poppi                                          |      |
| Toskana | Metropolitanstadt Florenz        | Montaione                                      |      |
| Toskana | Metropolitanstadt Florenz        | Montefioralle, Fraktion von Greve in Chianti   |      |
| Toskana | Metropolitanstadt Florenz        | Palazzuolo sul Senio                           |      |
| Toskana | Metropolitanstadt Florenz        | Scarperia e San Piero                          |      |
| Toskana | Provinz Grosseto                 | Capalbio                                       |      |
| Toskana | Provinz Grosseto                 | Giglio Castello, Fraktion von Isola del Giglio |      |
| Toskana | Provinz Grosseto                 | Montemerano, Fraktion von Manciano             |      |
| Toskana | Provinz Grosseto                 | Pitigliano                                     |      |
| Toskana | Provinz Grosseto                 | Porto Ercole, Fraktion von Monte Argentario    |      |
| Toskana | Provinz Grosseto                 | Santa Fiora                                    |      |
| Toskana | Provinz Grosseto                 | Sovana                                         |      |
| Toskana | Provinz Livorno                  | Populonia, Fraktion von Piombino               |      |
| Toskana | Provinz Livorno                  | Suvereto                                       |      |
| Toskana | Provinz Massa-Carrara            | Mulazzo                                        |      |
| Toskana | Provinz Pisa                     | Montescudaio                                   |      |
| Toskana | Provinz Siena                    | Buonconvento                                   |      |
| Toskana | Provinz Siena                    | Cetona                                         |      |
| Toskana | Provinz Siena                    | San Casciano dei Bagni                         |      |
| Toskana | Provinz Lucca                    | Barga                                          |      |
| Toskana | Provinz Lucca                    | Castiglione di Garfagnana                      |      |
| Toskana | Provinz Lucca                    | Coreglia Antelminelli                          |      |
| Marken  | Provinz Ancona                   | Corinaldo                                      |      |
| Marken  | Provinz Ancona                   | Morro d’Alba                                   |      |
| Marken  | Provinz Ancona                   | Offagna                                        |      |
| Marken  | Provinz Ancona                   | Sassoferrato                                   |      |
| Marken  | Provinz Ascoli Piceno            | Grottammare                                    |      |
| Marken  | Provinz Ascoli Piceno            | Montefiore dell’Aso                            |      |
| Marken  | Provinz Ascoli Piceno            | Offida                                         |      |
| Marken  | Provinz Fermo                    | Servigliano                                    |      |
| Marken  | Provinz Fermo                    | Moresco                                        |      |
| Marken  | Provinz Fermo                    | Torre di Palme, Fraktion von Fermo             |      |
| Marken  | Provinz Macerata                 | Cingoli                                        |      |
| Marken  | Provinz Macerata                 | Esanatoglia                                    |      |
| Marken  | Provinz Macerata                 | Montecassiano                                  |      |
| Marken  | Provinz Macerata                 | Montecosaro                                    |      |
| Marken  | Provinz Macerata                 | Montelupone                                    |      |
| Marken  | Provinz Macerata                 | San Ginesio                                    |      |
| Marken  | Provinz Macerata                 | Sarnano                                        |      |
| Marken  | Provinz Macerata                 | Treia                                          |      |
| Marken  | Provinz Macerata                 | Visso                                          |      |
| Marken  | Provinz Pesaro und Urbino        | Frontino                                       |      |
| Marken  | Provinz Pesaro und Urbino        | Gradara                                        |      |
| Marken  | Provinz Pesaro und Urbino        | Macerata Feltria                               |      |
| Marken  | Provinz Pesaro und Urbino        | Mercatello sul Metauro                         |      |
| Marken  | Provinz Pesaro und Urbino        | Mondavio                                       |      |
| Marken  | Provinz Pesaro und Urbino        | Mondolfo                                       |      |
| Marken  | Provinz Pesaro und Urbino        | Montefabbri, Fraktion von Vallefoglia          |      |
| Marken  | Provinz Pesaro und Urbino        | Monte Grimano Terme                            |      |
| Marken  | Provinz Pesaro und Urbino        | Pergola                                        |      |
| Umbrien | Provinz Perugia                  | Bettona                                        |      |
| Umbrien | Provinz Perugia                  | Bevagna                                        |      |
| Umbrien | Provinz Perugia                  | Castiglione del Lago                           |      |
| Umbrien | Provinz Perugia                  | Citerna                                        |      |
| Umbrien | Provinz Perugia                  | Corciano                                       |      |
| Umbrien | Provinz Perugia                  | Deruta                                         |      |
| Umbrien | Provinz Perugia                  | Massa Martana                                  |      |
| Umbrien | Provinz Perugia                  | Monte Castello di Vibio                        |      |
| Umbrien | Provinz Perugia                  | Montefalco                                     |      |
| Umbrien | Provinz Perugia                  | Monteleone di Spoleto                          |      |
| Umbrien | Provinz Perugia                  | Montone                                        |      |
| Umbrien | Provinz Perugia                  | Norcia[5]                                      |      |
| Umbrien | Provinz Perugia                  | Paciano                                        |      |
| Umbrien | Provinz Perugia                  | Panicale                                       |      |
| Umbrien | Provinz Perugia                  | Passignano sul Trasimeno                       |      |
| Umbrien | Provinz Perugia                  | Preci                                          |      |
| Umbrien | Provinz Perugia                  | Sellano                                        |      |
| Umbrien | Provinz Perugia                  | Spello                                         |      |
| Umbrien | Provinz Perugia                  | Torgiano                                       |      |
| Umbrien | Provinz Perugia                  | Trevi                                          |      |
| Umbrien | Provinz Perugia                  | Vallo di Nera                                  |      |
| Umbrien | Provinz Terni                    | Acquasparta                                    |      |
| Umbrien | Provinz Terni                    | Allerona                                       |      |
| Umbrien | Provinz Terni                    | Arrone                                         |      |
| Umbrien | Provinz Terni                    | Giove                                          |      |
| Umbrien | Provinz Terni                    | Lugnano in Teverina                            |      |
| Umbrien | Provinz Terni                    | Montecchio                                     |      |
| Umbrien | Provinz Terni                    | Piediluco, Fraktion von Terni                  |      |
| Umbrien | Provinz Terni                    | San Gemini                                     |      |
| Latium  | Provinz Frosinone                | Atina                                          |      |
| Latium  | Provinz Frosinone                | Boville Ernica                                 |      |
| Latium  | Provinz Frosinone                | Castro dei Volsci                              |      |
| Latium  | Provinz Frosinone                | Monte San Giovanni Campano                     |      |
| Latium  | Provinz Frosinone                | Pico                                           |      |
| Latium  | Provinz Latina                   | Campodimele                                    |      |
| Latium  | Provinz Latina                   | San Felice Circeo                              |      |
| Latium  | Provinz Latina                   | Sperlonga                                      |      |
| Latium  | Provinz Rieti                    | Amatrice[6]                                    |      |
| Latium  | Provinz Rieti                    | Castel di Tora                                 |      |
| Latium  | Provinz Rieti                    | Collalto Sabino                                |      |
| Latium  | Provinz Rieti                    | Foglia, Fraktion von Magliano Sabina           |      |
| Latium  | Provinz Rieti                    | Greccio                                        |      |
| Latium  | Provinz Rieti                    | Orvinio                                        |      |
| Latium  | Metropolitanstadt Rom Hauptstadt | Canterano                                      |      |
| Latium  | Metropolitanstadt Rom Hauptstadt | Castel Gandolfo                                |      |
| Latium  | Metropolitanstadt Rom Hauptstadt | Castel San Pietro Romano                       |      |
| Latium  | Metropolitanstadt Rom Hauptstadt | Percile                                        |      |
| Latium  | Metropolitanstadt Rom Hauptstadt | Subiaco                                        |      |
| Latium  | Provinz Viterbo                  | Civita di Bagnoregio                           |      |
| Latium  | Provinz Viterbo                  | Sutri                                          |      |
| Latium  | Provinz Viterbo                  | Torre Alfina, Fraktion von Acquapendente       |      |
| Latium  | Provinz Viterbo                  | Vitorchiano                                    |      |

### Süditalien
| Region     | Provinz                           | Ort                                  | Foto |
| ---------- | --------------------------------- | ------------------------------------ | ---- |
| Abruzzen   | Provinz L’Aquila                  | Anversa degli Abruzzi                |      |
| Abruzzen   | Provinz L’Aquila                  | Bugnara                              |      |
| Abruzzen   | Provinz L’Aquila                  | Castel del Monte                     |      |
| Abruzzen   | Provinz L’Aquila                  | Navelli                              |      |
| Abruzzen   | Provinz L’Aquila                  | Opi                                  |      |
| Abruzzen   | Provinz L’Aquila                  | Pacentro                             |      |
| Abruzzen   | Provinz L’Aquila                  | Pescocostanzo                        |      |
| Abruzzen   | Provinz L’Aquila                  | Pettorano sul Gizio                  |      |
| Abruzzen   | Provinz L’Aquila                  | Santo Stefano di Sessanio            |      |
| Abruzzen   | Provinz L’Aquila                  | Scanno                               |      |
| Abruzzen   | Provinz L’Aquila                  | Tagliacozzo                          |      |
| Abruzzen   | Provinz L’Aquila                  | Villalago                            |      |
| Abruzzen   | Provinz Chieti                    | Guardiagrele                         |      |
| Abruzzen   | Provinz Chieti                    | Rocca San Giovanni                   |      |
| Abruzzen   | Provinz Chieti                    | Pretoro                              |      |
| Abruzzen   | Provinz Pescara                   | Abbateggio                           |      |
| Abruzzen   | Provinz Pescara                   | Caramanico Terme                     |      |
| Abruzzen   | Provinz Pescara                   | Città Sant’Angelo                    |      |
| Abruzzen   | Provinz Pescara                   | Penne                                |      |
| Abruzzen   | Provinz Teramo                    | Campli                               |      |
| Abruzzen   | Provinz Teramo                    | Castelli                             |      |
| Abruzzen   | Provinz Teramo                    | Civitella del Tronto                 |      |
| Abruzzen   | Provinz Teramo                    | Pietracamela                         |      |
| Molise     | Provinz Campobasso                | Oratino                              |      |
| Molise     | Provinz Campobasso                | Sepino                               |      |
| Molise     | Provinz Isernia                   | Fornelli                             |      |
| Molise     | Provinz Isernia                   | Frosolone                            |      |
| Kampanien  | Provinz Avellino                  | Monteverde                           |      |
| Kampanien  | Provinz Avellino                  | Nusco                                |      |
| Kampanien  | Provinz Avellino                  | Savignano Irpino                     |      |
| Kampanien  | Provinz Avellino                  | Summonte                             |      |
| Kampanien  | Provinz Avellino                  | Zungoli                              |      |
| Kampanien  | Provinz Benevento                 | Montesarchio                         |      |
| Kampanien  | Provinz Benevento                 | Sant’Agata de’ Goti                  |      |
| Kampanien  | Provinz Salerno                   | Albori, Fraktion von Vietri sul Mare |      |
| Kampanien  | Provinz Salerno                   | Atrani                               |      |
| Kampanien  | Provinz Salerno                   | Castellabate                         |      |
| Kampanien  | Provinz Salerno                   | Conca dei Marini                     |      |
| Kampanien  | Provinz Salerno                   | Furore                               |      |
| Apulien    | Metropolitanstadt Bari            | Locorotondo                          |      |
| Apulien    | Provinz Brindisi                  | Cisternino                           |      |
| Apulien    | Provinz Foggia                    | Alberona                             |      |
| Apulien    | Provinz Foggia                    | Bovino                               |      |
| Apulien    | Provinz Foggia                    | Pietramontecorvino                   |      |
| Apulien    | Provinz Foggia                    | Roseto Valfortore                    |      |
| Apulien    | Provinz Foggia                    | Vico del Gargano                     |      |
| Apulien    | Provinz Lecce                     | Otranto                              |      |
| Apulien    | Provinz Lecce                     | Presicce                             |      |
| Apulien    | Provinz Lecce                     | Specchia                             |      |
| Apulien    | Provinz Tarent                    | Maruggio                             |      |
| Basilikata | Provinz Matera                    | Irsina                               |      |
| Basilikata | Provinz Potenza                   | Acerenza                             |      |
| Basilikata | Provinz Potenza                   | Castelmezzano                        |      |
| Basilikata | Provinz Potenza                   | Guardia Perticara                    |      |
| Basilikata | Provinz Potenza                   | Pietrapertosa                        |      |
| Basilikata | Provinz Potenza                   | Venosa                               |      |
| Basilikata | Provinz Potenza                   | Viggianello                          |      |
| Kalabrien  | Provinz Cosenza                   | Aieta                                |      |
| Kalabrien  | Provinz Cosenza                   | Altomonte                            |      |
| Kalabrien  | Provinz Cosenza                   | Buonvicino                           |      |
| Kalabrien  | Provinz Cosenza                   | Civita                               |      |
| Kalabrien  | Provinz Cosenza                   | Cosenza vecchia                      |      |
| Kalabrien  | Provinz Cosenza                   | Fiumefreddo Bruzio                   |      |
| Kalabrien  | Provinz Cosenza                   | Morano Calabro                       |      |
| Kalabrien  | Provinz Cosenza                   | Oriolo                               |      |
| Kalabrien  | Provinz Cosenza                   | Rocca Imperiale                      |      |
| Kalabrien  | Provinz Crotone                   | Caccuri                              |      |
| Kalabrien  | Provinz Crotone                   | Santa Severina                       |      |
| Kalabrien  | Metropolitanstadt Reggio Calabria | Bova                                 |      |
| Kalabrien  | Metropolitanstadt Reggio Calabria | Chianalea, Ortsteil von Scilla       |      |
| Kalabrien  | Metropolitanstadt Reggio Calabria | Gerace                               |      |
| Kalabrien  | Metropolitanstadt Reggio Calabria | Stilo                                |      |

### Inseln
| Region    | Provinz                                 | Ort                         | Foto |
| --------- | --------------------------------------- | --------------------------- | ---- |
| Sardinien | Provinz Nuoro                           | Atzara                      |      |
| Sardinien | Provinz Nuoro                           | Posada                      |      |
| Sardinien | Provinz Oristano                        | Bosa                        |      |
| Sardinien | Provinz Sassari                         | Castelsardo                 |      |
| Sardinien | Provinz Sud Sardegna                    | Carloforte                  |      |
| Sardinien | Provinz Sud Sardegna                    | Sadali                      |      |
| Sizilien  | Freies Gemeindekonsortium Agrigent      | Sambuca di Sicilia          |      |
| Sizilien  | Freies Gemeindekonsortium Caltanissetta | Sutera                      |      |
| Sizilien  | Metropolitanstadt Catania               | Castiglione di Sicilia      |      |
| Sizilien  | Metropolitanstadt Catania               | Militello in Val di Catania |      |
| Sizilien  | Freies Gemeindekonsortium Enna          | Sperlinga                   |      |
| Sizilien  | Freies Gemeindekonsortium Enna          | Troina                      |      |
| Sizilien  | Metropolitanstadt Messina               | Castelmola                  |      |
| Sizilien  | Metropolitanstadt Messina               | Castroreale                 |      |
| Sizilien  | Metropolitanstadt Messina               | Milazzo                     |      |
| Sizilien  | Metropolitanstadt Messina               | Montalbano Elicona          |      |
| Sizilien  | Metropolitanstadt Messina               | Novara di Sicilia           |      |
| Sizilien  | Metropolitanstadt Messina               | San Marco d’Alunzio         |      |
| Sizilien  | Metropolitanstadt Messina               | Savoca                      |      |
| Sizilien  | Metropolitanstadt Palermo               | Cefalù                      |      |
| Sizilien  | Metropolitanstadt Palermo               | Gangi                       |      |
| Sizilien  | Metropolitanstadt Palermo               | Geraci Siculo               |      |
| Sizilien  | Metropolitanstadt Palermo               | Petralia Soprana            |      |
| Sizilien  | Freies Gemeindekonsortium Ragusa        | Monterosso Almo             |      |
| Sizilien  | Freies Gemeindekonsortium Syrakus       | Ferla                       |      |
| Sizilien  | Freies Gemeindekonsortium Syrakus       | Palazzolo Acreide           |      |
| Sizilien  | Freies Gemeindekonsortium Trapani       | Erice                       |      |
| Sizilien  | Freies Gemeindekonsortium Trapani       | Salemi                      |      |